# Ixia marginifolia
Ixia marginifolia är en irisväxtart som beskrevs av Gwendoline Joyce Lewis. Ixia marginifolia ingår i släktet Ixia och familjen irisväxter. Inga underarter finns listade i Catalogue of Life.